# Seznam osebnih imen na Š
Seznam osebnih imen, ki se pričnejo s črko Š.

## Seznam

### Ša
- Šaban
- Šabtai
- Šamil
- Šana
- Šandor
- Šapur
- Šarika
- Šarlota

### Še
- Šefik
- Šem
- Šemso
- Šerif
- Šerifa

Šana
- Šime
- Šimo
- Šiničiro
- Širin

### Šp
- Špela
- Špelca

### Št
- Štefan
- Štefana
- Štefanija
- Štefica
- Štefka
- Štefko